# Ліпе (Любачівський повіт)
Ліпе (пол. Lipie) — село в Польщі, у гміні Наріль Любачівського повіту Підкарпатського воєводства.
Населення — 370 осіб (2011).
У 1975-1998 роках село належало до Перемишльського воєводства.

## Демографія
Демографічна структура станом на 31 березня 2011 року:
|          | Загалом | Допрацездатний вік | Працездатний вік | Постпрацездатний вік |
| -------- | ------- | ------------------ | ---------------- | -------------------- |
| Чоловіки | 182     | 50                 | 116              | 16                   |
| Жінки    | 188     | 42                 | 104              | 42                   |
| Разом    | 370     | 92                 | 220              | 58                   |